# جوردي ديكرز
جوردي ديكرز (بالهولندية: Jordy Deckers)‏ (20 يونيو 1989 بآلميره في هولندا - ) هو لاعب كرة قدم هولندي في مركز حراسة المرمى. لعب مع أياكس أمستردام وإي زد ألكمار وفي في في فينلو ونادي إكسلسيور ونادي تلستار ‏.

## روابط خارجية
- جوردي ديكرز على موقع قاعدة بيانات كرة القدم.إي يو (الإنجليزية)
- جوردي ديكرز على موقع Soccerway.com (الإنجليزية)